# جریان موسمی هند

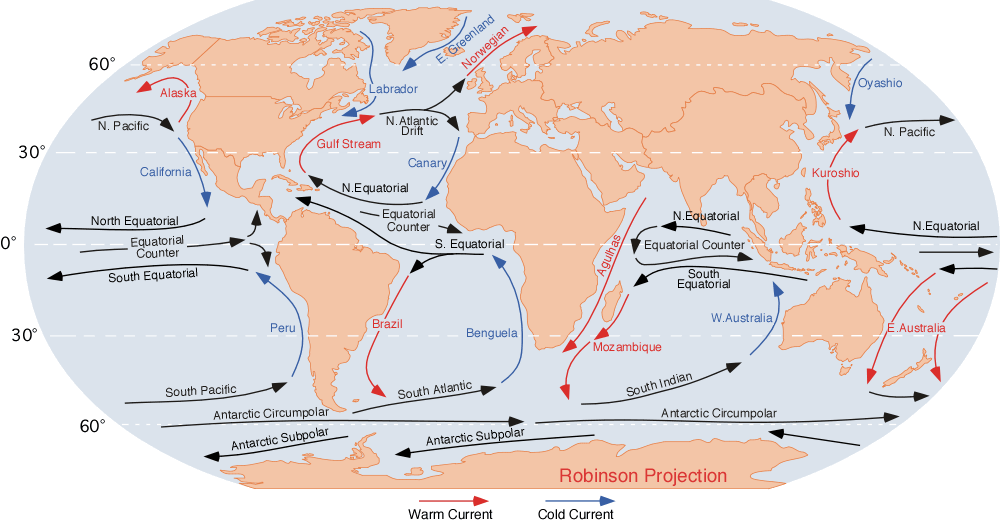
جریان های اقیانوسی

جریان موسمی هند (انگلیسی: Indian Monsoon Current) یک جریان اقیانوسی فصلی است که در مناطق گرمسیری شمال اقیانوس هند وجود دارد. در فصل زمستان جریان نواحی بالای اقیانوس از نزدیکی جزایر اندونزی به سمت غرب تا دریای عرب هدایت می‌شود. در تابستان این روند معکوس می‌شود و جریان رو به شرق از سومالی تا خلیج بنگال گسترده می‌شود. این تفاوت به‌دلیل تغییرات فشار باد به همراه موسمی‌های هند است.